# Planetoida klasy C
Planetoida klasy C – planetoida, u której można zidentyfikować na podstawie analizy jej widma i albedo skład chemiczny powierzchni. W grupie tej charakterystyczne jest występowanie węgla i związków węgla. Planetoidy te wykazują niskie albedo (około 0,05). Jest to najliczniej reprezentowana grupa planetoid, stanowi ok. 75% populacji wszystkich tych ciał w pasie głównym.
Nazwa wywodzi się od oznaczenia pierwiastka chemicznego – węgla „C”.